# Giuseppe Robecchi (politico 1805-1874)
Giuseppe Robecchi (Gambolò, 15 settembre 1805 – Gambolò, 19 giugno 1874) è stato un politico e presbitero italiano.

## Biografia
Giuseppe Robecchi nacque a Gambolò, in provincia di Pavia, nel 1805. Dopo gli studi classici, compiuti a Novara, entrò nel seminario diocesano di Vigevano, città in cui fu ordinato sacerdote della Diocesi nel 1828. Sebbene fosse ecclesiastico, sin da giovane sentì fortemente il richiamo della politica. Partecipò ai moti Risorgimentali, insieme al fratello Giulio (1806-1846), quest'ultimo medico e morto esule a Parigi, nel 1846 (è tumulato nel cimitero di Mont-Mart). 
Robecchi fu il primo presidente del consiglio provinciale di Pavia, tra il 1860 e il 1864. Nel 1861 fu eletto deputato del collegio di Vigevano (VIII legislatura), e nel 1865 fu nominato senatore del Regno d'Italia dal re Vittorio Emanuele II. Era grande amico dei conterranei Fratelli Cairoli e di Agostino Depretis.
Nel 1874, anno della scomparsa, lasciò i suoi averi alle Scuole Elementari del Comune di Gambolò, alle quali donò anche il castello della cittadina, casa della sua famiglia,  che ospitò i giovanissimi alunni gambolesi per oltre un secolo, fino al gennaio 2003, quando ci fu il definitivo trasferimento nella nuova sede di corso Garibaldi, accanto alle Scuole Medie Guglielmo Marconi. Le Elementari, nell'anno della sua dipartita, furono intitolati ai fratelli Giulio e Giuseppe Robecchi.
L'Istituto Comprensivo scolastico di Gambolò, sorto nel 2000 dall'unione delle scuole di Gambolò, Tromello e Remondò, porta il suo nome, assieme sempre al fratello Giulio.
È sepolto nella tomba di famiglia, presso il cimitero di Gambolò, nella parte antica del camposanto locale.